# 叶枝虎耳草
叶枝虎耳草（学名：Saxifraga yezhiensis），为虎耳草科虎耳草属下的一个植物种。